# إريك تنير
إريك تنير (بالدنماركية: Erik Tegner)‏ مواليد 29 أكتوبر 1896 في بانكوك - الوفاة 9 سبتمبر 1965 في بريطانيا العظمى، كان لاعب كرة مضرب دانمركي. سبق أن شارك في دورة الألعاب الأولمبية الصيفية حيث نافس في مسابقة الفردي في الألعاب الأولمبية الصيفية 1920 ثم في الألعاب الأولمبية الصيفية 1924.

## روابط خارجية
- إريك تنير على موقع رابطة محترفي التنس (الإنجليزية)
- إريك تنير على موقع الاتحاد الدولي لكرة المضرب (الإنجليزية)
- إريك تنير على موقع كأس ديفيز (الإنجليزية)
- إريك تنير على موقع خلاصة التنس.كوم (الإنجليزية)
- إريك تنير على موقع أوليمبيديا (الإنجليزية)